# 开元投资
西安开元投资集团股份有限公司 （深交所：000516）是中国深圳证券交易所的一家上市公司，主营业务范围为批发和零售贸易。
2011年，该公司主营业务收入为3378129581.03元，公司净利润为127253295.83元，公司总资产为3145118982.22元。